# Тихая улица (Курортный район)
Ти́хая у́лица — улица в городе Зеленогорске и посёлке Ушково Курортного района Санкт-Петербурга. Проходит от улицы Мичурина в Зеленогорске до железнодорожной станции Ушково.
Название появилось в послевоенное время. Его этимология неизвестна.
До 31 декабря 2008 года в Зеленогорске было две Тихие улицы, но одну из них переименовали в Тихий переулок.
На участке от Детского переулка и не доезжая 480 м до Почтового переулка по Тихой улице проходит граница между МО «Город Зеленогорск» и МО «Посёлок Ушково».
На начальном участке пересекает 8-й ручей, который протекает под улицей по водопропускной трубе.

## Перекрёстки
- Улица Мичурина
- Детский переулок
- Уютная аллея
- Экипажная улица (два перекрестка на расстоянии 70 метров друг от друга)
- Почтовая улица / Почтовый переулок